# 톰과 제리: 셜록 홈즈
《톰과 제리: 셜록 홈즈》(Tom and Jerry Meet Sherlock Holmes)은 2010년에 공개된 미국의 비디오 영화이다.

## 목소리 출연
- 김정은 - 모리아티 役
- 장민혁 - 셜록 홈즈 役
- 이장우 - 왓슨 役
- 장우영 - 드루피 役
- 한경화 - 레드 役
- 하성용 - 스파이크 / 버치 役
- 전해리 - 터피 役